# سامسونج جالكسي إس 5 ميني
سامسونج جالكسي إس 5 ميني (بالإنجليزية: Samsung Galaxy S5 Mini)‏ هو هاتف ذكي من إلكترونيات سامسونج ضمن سلسلة سامسونج جالاكسي يعمل بنظام أندرويد تم الكشف عنه في 1 يوليو 2014، لم يعلن تاريخ طروحه الأسواق.

## الخصائص
- نظام التشغيل: أندرويد 4.4.2 قابل للتحديث حتى أندرويد 5.0.1
- الكاميرا الأمامية: 2 ميجابكسل
- الكاميرا الخلفية: 8 ميجابكسل
- الشاشة: 1280×720
- الوزن: 120 غ (4.2 أونصة)
- المعالج: 1.4 جيجا هرتز رباعي النواة
- الذاكرة: 1.5 جيجابايت
- التخزين: 16 جيجابايت